# Masili
Masili ali Mesuli (starogrško Μασσύλιοι, latinizirano: Massylioi, latinsko Massyli, punsko 𐤌𐤔𐤋𐤉𐤉𐤌, latinizirano: mšlyym
), plemenska zveza iz vzhodne Numidije, ki je nastala v 4. stoletju pr. n. št. z zlivanjem manjših berberskih plemen. Vladal jim je kralj. Zahodno od njih je bilo za ohlapno določeno mejo močno rivalsko kraljestvo Masesilov, na vzhodu pa bogata in močna Antična Kartagina. Njihov odnos do Kartagine je bil podoben nekakšnemu protektoratu. Kartagina je ohranjala svojo prevlado nad Masili s spretnim diplomatskim manevriranjem in izigravanjem lokalnih plemen in tekmecev kraljestva. Glavna masilska mesta so bila Cirta (sedanja Constantine, Alžirija), Tebesa (sedanja Tébessa, Alžirija) in Tuga (sedanja Dougga, Tunizija).

## Punske vojne
Masili in Masesili so imeli močno in usposobljeno konjenico in so se v prvi punski vojni kot zavezniki Kartagine vojskovali v Iberiji in Italiji. Leta 218 pr. n. št. je med Kartagino in Rimsko republiko izbruhnila druga punska vojna in leta 206 pr. n. št. masilski kralj  Masinisa prestopil k Rimljanom. Ko so Rimljani leta 202 pr. n. št. dokončno premagali Kartažane, so združili Vzhodno in Zahodno numidijsko kraljestvo in ga za zasluge prepustili Masinisu, ki mu je vladal do svoje smrti okoli leta 148 pr. n. št..

## Masilski kralji
- Gaja (Masilec), (numidijsko GJJ)
- Masinisa (punsko MSNSN, 201–149 pr. n. št.), Gajev sin
- Micipsa (punsko MKWSN, 148–118 pr. n. št.), Gulusa (punsko GLSN) in Mastanabal (punsko MSTN`B´), Masinisovi sinovi
- Adherbal (118–112 pr. n. št.), Micipsov sin
- Hiempsal (118–117 pr. n. št.), Micipsov sin
- Jugurta (118–105 pr. n. št.), Nefetov in Micipsov posinovljenec
- Gauda (105–88 pr. n. št.), Mastanabalov sin
- Mastebar (Vzhodna in Zahodna Masilija) in Hiempsal (Gaudov sin, Vzhodna Masilija in Emporija)
- Arabion (Zahodna Masilija, 44–41/40 pr. n. št.) in Juba (Vzhodna Masilija, pred 50–46 pr. n. št.)